# Río Kampar
El Kampar es un río en la isla de Sumatra en Indonesia alrededor de 800 km al noroeste de la capital, Yakarta.

## Hidrología
Nace en la cordillera de Barisan de Sumatra Occidental y desemboca en el estrecho de Malaca, en la costa oriental de la isla. Es un río muy conocido para practicar el surf por su macareo como Bono, causado por el agua de mar de una marea alta que fluye río arriba en un canal ancho, poco profundo y que se estrecha rápidamente en contra del flujo normal del agua del río.

## Afluentes
El río es la confluencia de dos afluentes de casi igual tamaño: El río Kampar Kanan (o Kampar derecho), y el río Kampar Kiri (o Kampar izquierdo). El río Kampar Kanan pasa por la regencia de Lima Puluh Kota y la regencia de Kampar, mientras que el río Kampar Kiri pasa por la regencia de Sijunjung, la regencia de Kuantan Singingi y la regencia de Kampar. Los afluentes se reúnen en el subdistrito de Langgam, en la regencia de Pelalawan, antes de desembocar en el estrecho de Malaca como río Kampar. El Koto Panjang, un lago artificial aguas arriba del río, se utiliza para alimentar una central hidroeléctrica con una capacidad de 114 MW.

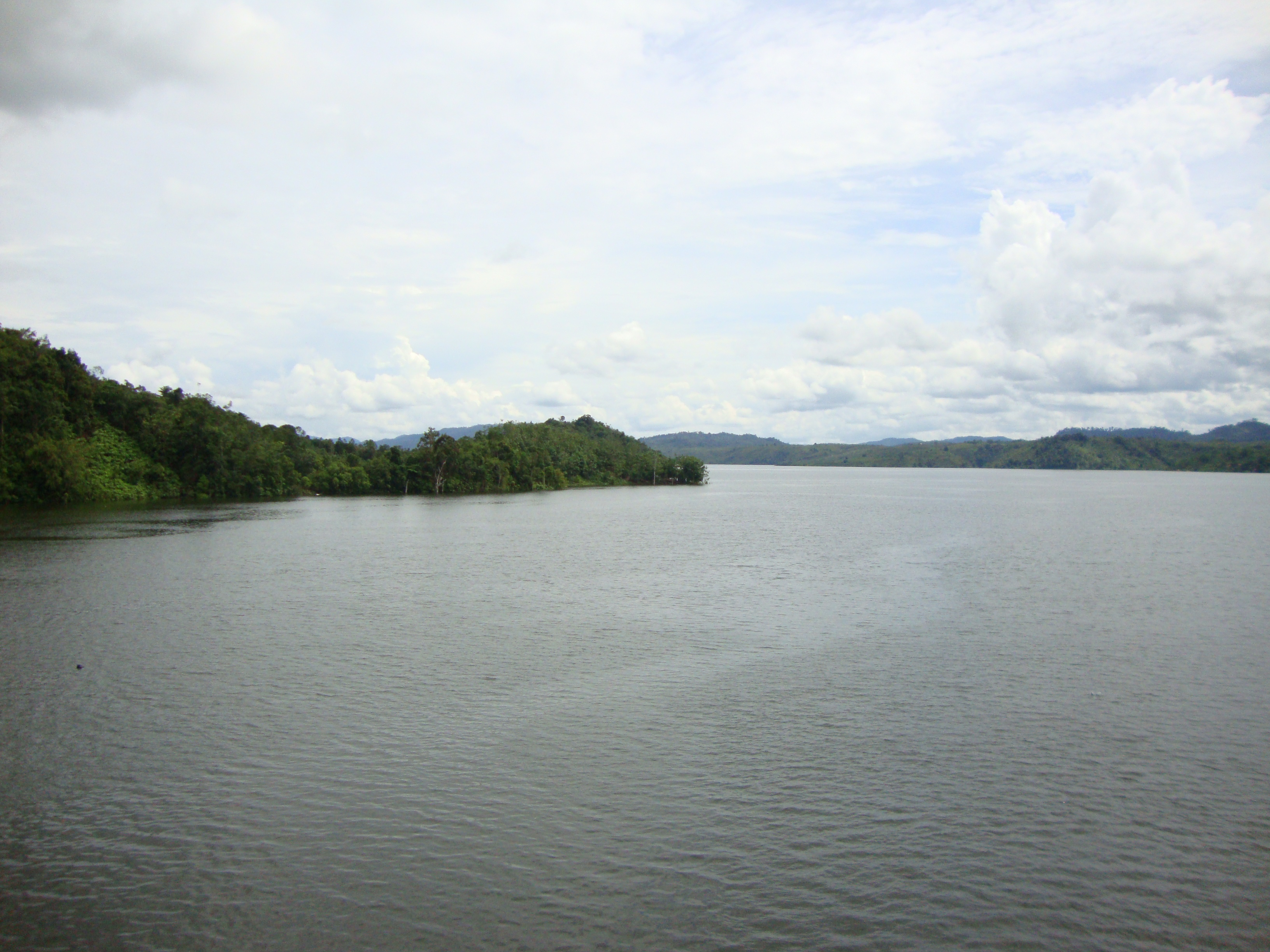
El lago artificial de Koto Panjang

## La marea Bono

### Característica
El río Kampar se ensancha a medida que se acerca al mar, y su volumen de agua aumenta al unirse a otros afluentes. Durante la temporada de lluvias, normalmente de noviembre a diciembre, el volumen de agua del río aumenta considerablemente, y el estuario poco profundo del río se ensancha aún más. Aguas arriba, la sección transversal del río cambia repentinamente, haciéndose mucho más estrecha, lo que favorece la generación de grandes olas de marea llamadas Bono, causadas por las mareas altas que fluyen aguas arriba al encuentro de las aguas del río que fluyen aguas abajo. Las olas pueden viajar desde el mar a velocidades de hasta 40 kilómetros por hora, y cuando el agua del mar en marea alta se combina con las fuertes lluvias río arriba pueden alcanzar una altura de 4-6 metros, acompañadas de un fuerte sonido de rugido y fuertes vientos.
Las olas de Bono pueden persistir durante cuatro horas o más y viajar río arriba hasta Tanjung Pungai, Meranti, Pelalawan Regency, 60 km tierra adentro. Bono no es solo una ola, sino una serie de muchas, a veces en las orillas izquierda y derecha del río y otras veces en el medio del río. Surfear las olas del Bono es difícil debido a la cantidad de lodo que hay en el río.
La gran cantidad de barcos hundidos en el estuario del río Kampar se ha atribuido a las olas de Bono, llamadas por los lugareños como "Siete fantasmas", consideradas la encarnación de los siete espíritus malignos. Aunque todavía seguían usando el río como terreno para las pruebas de agilidad de navegación.
El río está habitado por cocodrilos, por lo que los surfistas suelen ser escoltados por botes de rescate para su seguridad.

### Ubicación de la marea Bono
La ola de Bono se puede ver en muchos lugares del río Kampar, como: Tanjung Sebayang, Pulau Muda, Teluk Meranti y Tanjung Pungai, todos ellos en la Regencia de Pelalawan. Se puede llegar a este lugar desde Pangkalan Kerinci en 4 horas en coche, o en 3 horas en lancha rápida. Se puede llegar a Pangkalan Kerinci en 90 minutos en coche desde Pekanbaru o el aeropuerto internacional de Pekanbaru. También se puede llegar al río a través de la cercana Singapur. La ubicación de Bono no está lejos del parque nacional de Tesso Nilo y de la Reserva Natural de Kerumutan, y el gobierno local también planea ampliar la atracción turística de Bono con el ecoturismo.

## Geografía
El río fluye en la zona central de Sumatra con un clima predominantemente tropical de selva tropical (designado como Af en la clasificación climática de Köppen-Geiger). La temperatura media anual en la zona es de 24 °C. El mes más cálido es octubre, cuando la temperatura media ronda los 26 °C, y el más frío es noviembre, con 22 °C. La precipitación media anual es de 2667 mm. El mes más lluvioso es noviembre, con una media de 402 mm de precipitaciones, y el más seco es junio, con 104 mm de precipitaciones.
| Climograma de Río Kampar | Climograma de Río Kampar | Climograma de Río Kampar | Climograma de Río Kampar | Climograma de Río Kampar | Climograma de Río Kampar | Climograma de Río Kampar | Climograma de Río Kampar | Climograma de Río Kampar | Climograma de Río Kampar | Climograma de Río Kampar | Climograma de Río Kampar |
| --- | ------------------------ | ------------------------ | ------------------------ | ------------------------ | ------------------------ | ------------------------ | ------------------------ | ------------------------ | ------------------------ | ------------------------ | ------------------------ |
| E | F                        | M                        | A                        | M                        | J                        | J                        | A                        | S                        | O                        | N                        | D                        |
| 112 25 22 | 261 26 22                | 225 27 22                | 276 25 21                | 244 25 22                | 104 26 22                | 217 26 22                | 149 26 21                | 173 28 21                | 208 29 22                | 402 24 21                | 297 26 22                |
| temperaturas en °C • totales de precipitación en mm |                          |                          |                          |                          |                          |                          |                          |                          |                          |                          |                          |
| Conversión sistema imperial\| E \| F \| M \| A \| M \| J \| J \| A \| S \| O \| N \| D \| \| 4.4 77 72 \| 10 79 72 \| 8.9 81 72 \| 11 77 70 \| 9.6 77 72 \| 4.1 79 72 \| 8.5 79 72 \| 5.9 79 70 \| 6.8 82 70 \| 8.2 84 72 \| 16 75 70 \| 12 79 72 \| \| temperaturas en °F • totales de precipitación en pulgadas \| \| \| \| \| \| \| \| \| \| \| \| |                          |                          |                          |                          |                          |                          |                          |                          |                          |                          |                          |
| E | F                        | M                        | A                        | M                        | J                        | J                        | A                        | S                        | O                        | N                        | D                        |
| 4.4 77 72 | 10 79 72                 | 8.9 81 72                | 11 77 70                 | 9.6 77 72                | 4.1 79 72                | 8.5 79 72                | 5.9 79 70                | 6.8 82 70                | 8.2 84 72                | 16 75 70                 | 12 79 72                 |
| temperaturas en °F • totales de precipitación en pulgadas |                          |                          |                          |                          |                          |                          |                          |                          |                          |                          |                          |